# المدرسة المشائية

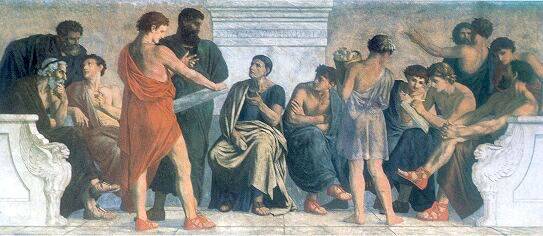
مدرسة أرسطو، رسمها جوستاف أدولف سبانغينبرغ في ثمانينيات القرن التاسع عشر.

المدرسة المشّائيّة (تسمى أحيانًا: الحكمة المشّائيّة) هي مدرسة فلسفية في اليونان القديمة، استمدوا أفكارهم من مؤسس تلك المدرسة الفيلسوف اليوناني أرسطو، الذي سماه تلاميذه المشّاء. استمدت المدرسة اسمها من كلمة Peripatos، والتي تعني أروقة مدرج الألعاب الرياضية في أثينا، حيث كان أعضاء تلك المدرسة يجتمعون. وهناك كلمة يونانية أخرى مماثلة peripatetikos تشير إلى فعل المشي، والصفة peripatetic التي تعني ”المشّاء“. بعد وفاة أرسطو نشأت أسطورة أنه كان محاضرا ”مشّاء“، فحلت التسمية "Peripatetikos" محل الكلمة الأصلية "Peripatos".
نشأت المدرسة عام 335 ق.م. عندما سَئِمَ أرسطو من خلافة أفلاطون في رئاسة الأكاديمية، استأجر مكانا في منطقة تقع خارج مدينة «أبولو لوقيوس»، ولماذا استأجرها فقط ولم يملكها، لأنه كان أجنبيا عن دولة أثينا، وتقول المصادر أنه سجلها باسم أحد تلاميذه «ثيوفراسطس». وكان الإسكندر ـ تلميذه القديم ـ قد أوصى جميع عماله وبساتينه أن يقدموا لأرسطو جميع العينات الحية التي يعثرون عليها في الأراضي التي يغزونها، فتوفرت لدى أرسطو أعدادا هائلة من الأنواع النباتية والحيوانية، حينها تولدت لدى أرسطو فكرة أن يضعها على اليمين واليسار كما يعلق بعضها، ولكثرة العينات، أخذ أرسطو يعيد هذه العملية ويترك بين هذه الكائنات ممرات صغيرة استغلها للسير، فصارت عادة لديه ووسيلة بيداغوجية يشرح لطلابه صفات هذه الكائنات وهو يمشي، فسميت درسة أرسطو (اللوقيون) بالمشائية. استمر تلاميذ أرسطو ثيوفراستوس وستراتو في اتباع ذلك النهج في استكشاف النظريات الفلسفية والعلمية، ولكن بعد منتصف القرن الثالث قبل الميلاد، بدأت المدرسة تُهمل، ولم تعود لتزهو حتى العصر الروماني، حيث ركّز أعضاء المدرسة على الحفاظ على أفكارها والتعليق على أعمال أرسطو بدلاً من توسيع نطاقها، لتختفي المدرسة في النهاية في القرن الثالث الميلادي.
على الرغم من اختفاء المدرسة، واصل العلماء دراسة أعمال أرسطو الذين أطلق عليهم اسم المشائين في العصور القديمة والعصور الوسطى وعصر النهضة. وبعد سقوط الإمبراطورية الرومانية، أُهملت أعمال المدرسة المشائية، ولكن أدمجها العلماء المسلمون في الفلسفة الإسلامية القديمة، وأبرز علماء المدرسة المشائية بين المسلمين هم: يعقوب بن إسحاق الكندي، أبي نصر الفارابي، وأبي علي بن سينا، نصير الدين الطوسي، الميرداماد، ابن رشد الأندلسي، وابن باجة الأندلسي.
تتخذ هذه المدرسة المنهج العقليّ والاستدلال على أسس منطقيّة، واعتبر ابن سينا للمنهج العقليّ حاكميّته وأن العقل الطريق الوحيد للمعرفة، ولذلك تتخذ موقف سلبيّ تجاه المكاشفة والشهود.

## تاريخ المدرسة

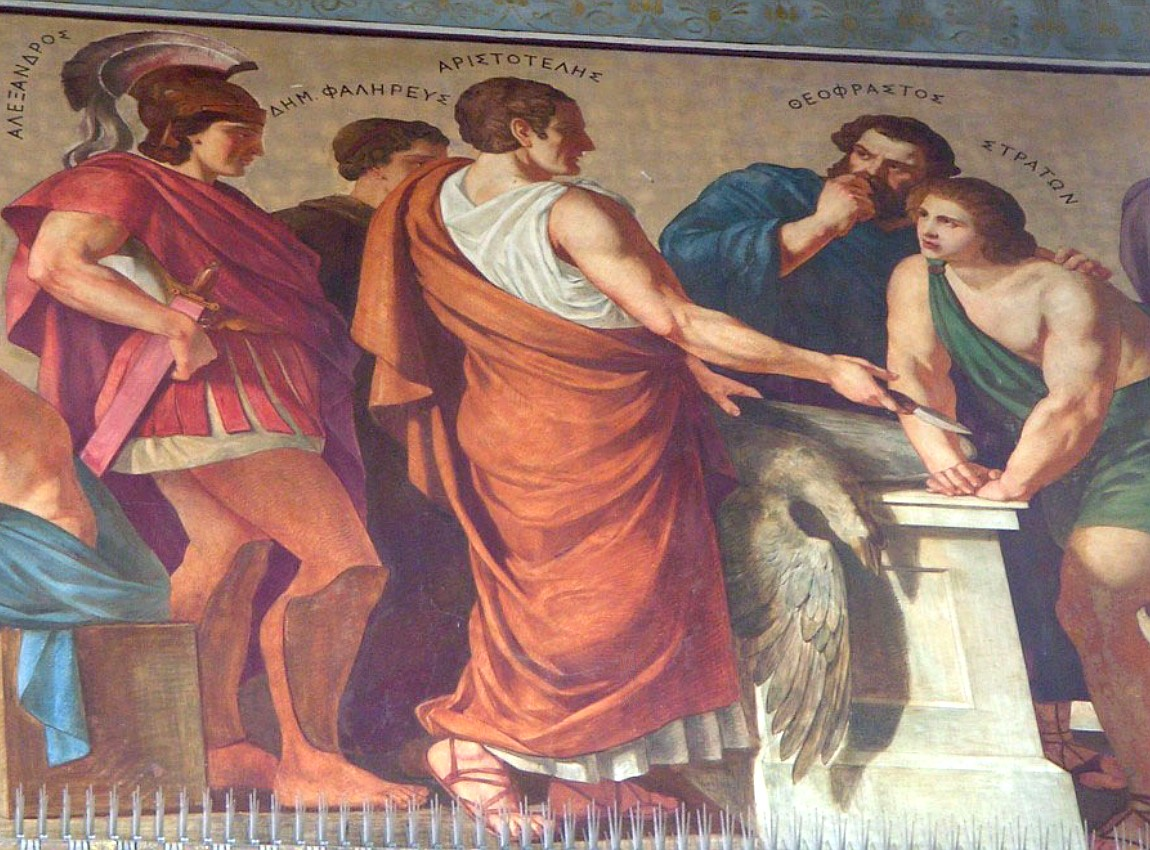
أرسطو وتلامذته – الإسكندر وديميتريوس وثاوفرسطس وأسطراطون في فريسكو تعود لعام 1888، موجودة في رُوَاق جامعة أثينا الوطنية

أسماء أول سبعة أو ثمانية مدراء للمدرسة المشائية معروفة بدرجات متفاوتة من اليقين. فيما يلي قائمة بالأسماء مع التواريخ التقريبية لفترة إدارتهم (كل التواريخ قبل الميلاد):
- أرسطو (334 – 322)
- ثاوفرسطس (322 – 288)
- اسطراطون اللميساكي (288 – 269)
- ليقو من تراقيا (269 – 225)
- أرستو من كيوس (225 – 190)
- كريتولاوس (190 – 155)
- ديودوروس من تيرى (140)
- إريمنيوس (110)

هناك بعض الشكوك في هذه القائمة. ليس مؤكدا ما إذا كان أرستو من كيوس قد أدار المدرسة أم لا، ولكن بما أنه كان تلميذا مقربا من ليقو ولأن المدرسة كانت أهم مدرسة مشائية في ذلك الوقت، غالبا ما يفترض الباحثون أنه أدراها فعلا. ليس معروفا أيضا ما إذا كان كريتولاوس قد خلف ليقو مباشرة أم أنه كان هناك مدراء آخرين بينهما. الفلاسفة المشاؤون الآخرون الذين عاشوا في هذه القرون هم يوديموس من رودس وأرستوزينوس وديكياركوس وكلاركوس من سولي.
بعد فترة قصيرة من وفاة الإسكندر الأكبر في يونيو 323 قبل الميلاد، غادر أرسطو أثينا لكي يتجنب الإعدام على يد التحالفات المقدونية في أثينا بسبب علاقاته مع مقدونيا. بعد وفاة أرسطو في 322 قبل الميلاد، خلفه تلميذه ثيوفاراستوس كمديرا للمدرسة. أحد أبرز الأعضاء في المدرسة بعد ثيوفاراستوس هو ستراتو من لامباسكوس، والذي أزاد العناصر الطبيعية لفلسفة أرسطو ومدح صورة الإلحاد.
بعد فترة ستراتو، بدأت المدرسة المشائية في الانحدار. اشتُهر ليقو بالخطابة أكثر من مهاراته الفلسفية، كما اشتُهر أرستو غالبا بدراسات السير الذاتية، وعلى الرغم من أن كريتولاوس كان أنشط فلسفيا، إلا أنه لم يساهم أيّاً من فلاسفة هذه الفترة بشيء ولم يقدموا أي شيء أصلي للفلسفة. لا تبدو أسباب انحدار المدرسة المشائية واضحة. قدمت الرواقية والإبيقورية بلا شك العديد من الأجوبة للناس الباحثين عن أنظمة فلسفية دوغمائية شاملة، كما أن شكوكية الأكاديمية الوسطى بدت مفضلة للكثيرين من الذين رفضوا الدوغمائية. ربطت التقاليد التالية انحدار المدرسة بنيليوس من سيبسيس ومن خلفوه حيث أخفوا أعمال أرسطو وثيوفراسطوس في زنزانة حتى إعادة استكشافهم في القرن الأول قبل الميلاد، وعلى الرغم من هذه القصة مشكوك فيها، إلا أن أعمال أرسطو لم تكن تُقرأ بصورة واسعة.
في 86 قبل الميلاد، نهب الجنرال الروماني لوكيوس كورنليوس سولا أثينا، ودُمرت كل المدارس الفلسفية في أثينا تدميرا بالغا وتوقفت الليسيوم عن الوجود كمعهد فعال. من سخرية القدر، أدى هذه الحدث إلى إعادة الحياة إلى المدرسة المشائية. أحضر سولا أعمال أرسطو وثيوفراسطوس معه إلى روما، حيث أصبحت هذه الأعمال أسسا للمجموعة الجديدة من كتابات أرسطو التي جمعها أندرونيقوس الرودسي والموجودة حتى اليوم. لاحقا وصف كتّاب الأفلاطونيون الجدد أندرونيقوس –الذي عاش حوالي 50 قبل الميلاد- بأنه المدير الحادي عشر للمدرسة المشائية، والذي يشير إلى أنه كان له سابقان لا نعرف أسمائهما. هناك شك كبير بخصوص المسألة حيث أنهم أطلقوا أيضا على تلميذ أندرونيقوس بوثيوس من سيدون اسم المدير الحادي عشر. من المحتمل أن أندرونيقوس أنشأ مدرسة وهي التي علم فيها بوثيوس.
في حين سعى المشاؤون الأوائل إلى توسيع وتطوير أعمال أرسطو، إلا أنه ومنذ أندرونيقوس ركزت المدرسة على حفظ وحماية أعماله. أهم شخصية في الفترة الرومانية هو الإسكندر الأفروديسي (200 م) والذي كتب تعليقات على كتابات أرسطو. مع صعود الأفلاطونية المحدثة (والمسيحية) في القرن الثالث الميلادي، انتهت المشائية كفلسفة مستقلة، إلا أن الأفلاطونيين الجدد سعوا إلى استيعاب فلسفة أرسطو داخل نظامهم الخاص، وأنتجوا تعليقات كثيرة على أعمال أرسطو .